# Клод Дебюссі
Клод-Ашіль Дебюссі́ (фр. Claude-Achille Debussy; 22 серпня 1862, Сен-Жермен-ан-Ле — 25 березня 1918, Париж) — французький композитор, піаніст, диригент, музичний критик.
Писав у стилі, який називається імпресіонізмом, терміном, який він ніколи не любив. Дебюссі був не тільки одним з найзначніших французьких композиторів, але також однією з найзначніших фігур в музиці на межі XIX і XX століть; його музика є перехідною формою від пізньої романтичної музики до модернізму в музиці XX століття.

## Біографія
Народився в містечку Сен-Жермен-ан-Ле, поблизу Парижа. Музичну освіту здобув у Паризькій консерваторії (1872—1884), де займався у А. Ф. Мармонтеля (клас фортепіано), Е. Гіро (клас композиції). У 1881 і 1882 роках відвідав Росію. Після закінчення консерваторії отримав Римську премію (за кантату «Блудний син»), в 1885—86 роках як стипендіат жив у Римі. У 1887 році повернувся до Парижа, зблизився з гуртом поетів і художників — представників символізму й імпресіонізму, очолюваним C. Малларме. Дебюссі виступав як піаніст і диригент з виконання власних творів, а також як музичний критик (з 1901). В останні роки життя багато концертував в Англії, Італії, Росії (у 1913 році — в Петербурзі й Москві) переважно з власними творами. Помер у Парижі.

## Творчість
Дебюссі — основоположник музичного імпресіонізму. В своїй творчості спирався на французькі музичні традиції: музика французьких клавесиністів (Ф. Куперен, Ж. Ф. Рамо), лірична опера і романс (Ш. Гуно, Ж. Массне). Значним був вплив російської музики (М. П. Мусоргський, М. А. Римський-Корсаков), а також французької символістської поезії та імпресіоністського живопису. Дебюссі втілив у музиці швидкоплинні враження, якнайтонші відтінки людських емоцій і явищ природи. Свого роду маніфестом музичного імпресіонізму вважали сучасники оркестрову «Прелюдію до „Післяполуденного відпочинку фавна“» (за еклогою З. Малларме; 1894), в якій проявилися характерні для музики Дебюссі хиткість настроїв, витонченість, вишуканість, примхливість мелодики, колористичність гармонії.
Один з найзначніших творів Дебюссі — опера «Пеллеас і Мелізанда» (за драмою М. Метерлінка; 1902 рік), в якій досягнуте повне злиття музики з дією. Дебюссі відтворює суть неясного, символічно-туманного поетичного тексту. Цьому твору, разом із загальним імпресіоністським забарвленням і недомовленістю символіста, властиві тонкий психологізм, яскрава емоційність у вираженні почуттів героїв. Відгомони цього твору виявляються в операх Дж. Пуччіні, Б. Бартока, Ф. Пуленка, І. Ф. Стравінського, C. C. Прокоф'єва. Блискучістю і в той же час прозорістю оркестрової палітри відмічені 3 симфонічних ескізи «Море» (1905) — найкрупніший симфонічний твір Дебюссі. Композитор збагатив засоби музичної виразності, оркестрову і фортепіанну палітру. Він створив імпресіоністську мелодику, що відрізняється гнучкістю нюансів і, в той же час, розпливчатістю.
У деяких творах — «Бергамаська сюїта» для фортепіано (1890 рік), музика до містерії Р. Д'аннунцио «Мучеництво св. Себастьяна» (1911), балет «Ігри» (1912) тощо — виявляються риси, властиві згодом неокласицизму, вони демонструють подальші пошуки Дебюссі в області тембрових фарб, колористичних зіставлень. Дебюссі створив новий фортепіанний стиль (етюди, прелюдії). Його 24 прелюдії для фортепіано (1-й зошит — 1910 рік, 2-й — 1913), з поетичними назвами («Дельфійські танцівниці», «Звуки й аромати розвіваються у вечірньому повітрі», «Дівчина з волоссям кольору льону» тощо), створюють образи м'яких, деколи нереальних пейзажів, імітують пластику танцювальних рухів, навівають поетичні бачення, жанрові картини. Для Дебюссі цикл прелюдій виявився енциклопедією його поетичних образів і індивідуального стилю. Його, як імпресіоніста найбільше привертала в цьому жанрі можливість втілити окремі образи, враження, які швидко змінювали один одного, а також відсутність строгих правил і композиційних схем, імпровізаційність. У кожній з 24 прелюдій Дебюссі, які представляють собою невеликі музичні картини, міститься окремий художній образ. А ось циклічність  відчувається набагато менше. У творі композитора-імпресіоніста немає такого взаємозв'язку прелюдій, які були б пов'язані спільною ідеєю або жанрами. Однак його твори відрізняються яскравим колоритом і різноманітністю тематики. У Шопена в прелюдіях розкривається внутрішній світ людини, його почуття і навіть думки, при цьому весь цикл підпорядковується єдиному драматургічному задуму. Дебюссі пішов зовсім іншим шляхом.
Творчість Дебюссі, одного з найбільших майстрів ХХ століття, мала істотний вплив на композиторів багатьох країн.
Версію в електронній музиці твору Дебюссі «Танок сніжинок» зробив японський композитор Томіта Ісао.

## Твори

### Опера
- Пеллеас і Мелізанда (1893—1902 роки)

### Для оркестру
- Весна для голосу, 4 солістів і оркестру (1884 рік)
- Післяполуденний відпочинок Фавна (1894)
- Ноктюрни для оркестру і хору (1899)
- Духовні й світські танці для арфи з оркестром (1903)
- Музика до трагедії В. Шекспіра Король Лір, 2 п'єси для оркестру (1904)
- Море, симфонічні ескізи (1905)
- Картинки для оркестру (1905—1911)
- Мучеництво Св. Себастьяна, симфонічні фрагменти (з музики до п'єси Ґ. Д'Аннунціо, 1911)
- Хаммa, балет (1911—1912, оркестрування Шарля Кешлена)
- Ігри, балет (1913)
- Коробка для іграшок, балет (1913, оркестрування Андре Капле)

### Музика для сольних інструментів з оркестром
- Фантазія для фортепіано з оркестром (1889—1890 роки)
- Перша рапсодія для кларнета з оркестром (1909—1910)
- Маленька п'єса для кларнета з оркестром (1910)
- Рапсодія для альт-саксофона з оркестром (1901—1911)

### Кантати
- Диво-дитина для сопрано, баритона, тенора та оркестру (1884 рік)
- Обрана панна для 2-х солістів, жіночого хору та оркестру (1887—1888, текст Данте-Ґабрієля Росетті)
- Ода Франції для сопрано, мішаного хору та оркестру (1916—1917, закінчив Маріюс-Франсуа Ґаяр)

### Камерна музика
- Струнний квартет соль-мінор (1893 рік)
- Музика для Chansons de Bilitis для 2 флейт, 2 арф і челести (1901, текст Pierre Louys)
- Syrinx для флейти (1913)
- Соната для віолончелі і фортепіано (1915)
- Соната для флейти, альта та арфи (1915)
- Соната для скрипки та фортепіано (1917)

### Для голосу і фортепіано
Близько 70 творів.
Перекладені українською:
- «П'єро» L 15, Pierrot: Le bon Pierrot que la foule contem) — переклад Дар'ї Литовченко
- Романс L 79, L'âme évaporée et souffrante, L. 79 — переклади Ганни Данканич

### Дляфортепіано
- La plus que lente (вальс для фортепіано) (1910)
- Етюди, зошит 1 і 2 (1915)
- Арабески (1888 рік)
- Маленька сюїта (1889)
- Бергамаська сюїта (1890)
- Rêverie (1890)
- Романтичний вальс (1890)
- Ноктюрн (1892)
- Pour Le Piano (1899)
- Естампи (1903)
- Острів радості (1904)
- Образи, зошит 1 і 2 (1905, 1907)
- Дитячий куточок (1909)
- Прелюдії, зошит 1 і 2 (1910—1913)

I зошит
- 1. «Дельфійські танцівниці»
- 2. «Парус»
- 3. «Вітер на рівнині»
- 4. «Звуки і аромати реють у вечірньому повітрі»
- 5. «Пагорби Анакапрі»
- 6. «Кроки на снігу»
- 7. «Те, що бачив західний вітер»
- 8. «Дівчина з волоссям кольору льону»
- 9. «Перервана серенада»
- 10. «Затонулий собор»
- 11. «Танець Пека»
- 12. «Менестрель»

II зошит
- 1. «Тумани»
- 2. «Мертві листя»
- 3. «Ворота Альгамбри»
- 4. «Феї-чарівні танцівниці»
- 5. «Верес»
- 6. «Генерал Левайн, ексцентрик»
- 7. «Тераса, Освітлена місячним світлом»
- 8. «Ундина»
- 9. «На знак поваги с. Піквіку, ЕСК. П. Ч. П. К»
- 10. «Канопа»
- 11. «Чергуються терції»
- 12. «Феєрверк»

### Для 2 фортепіано або фортепіано в 4 руки
- Six épigraphes antiques для ф-но в 4 руки (1914, from the music for Chansons de Bilitis)
- En blanc et noir для 2-х ф-но (1915 рік)

## Цікаві факти
- Загальновідомий факт, що назви для мініатюр Дебюссі допомагала придумувати його дружина Емма.
- Деякі дослідники вважають, що найменування п'єс зовсім не означають сюжети, а носять лише суб'єктивні асоціації від музичних образів. Часом ці асоціації виступають як щось, що не відноситься до мініатюри.
- Для більшості прелюдій Дебюссі вибирає тричастинну форму, притому вони вільні від будь-якого схематизму.
- У Дебюссі склався свій, унікальний інструментальний стиль, який відрізнявся надзвичайною багатоплановістю фактури, мелодією, захованою в гармонійному тлі, а також своєрідною ладогармонічною мовою, заснованою на різких змінах тональностей, іноді дуже далеких одна від одної.
- Дебюссі в циклі передає різноманітний інструментальний тембр — це і дзвіниця з «Затонулого собору» і звучання валторни з п'єси «Звуки і аромати майорять в нічному повітрі», гітара в «Перерваній серенаді».
- Композитор дуже вибірково підходить до жанрового тематизму. Він використовує хорал в «Затонулому соборі», токату в п'єсі «Вітер на рівнині». Найважливіше місце займають іспанські танці, які передають особливий колорит, а іноді і допомагають відтворити епоху. У мініатюрі «Дельфійські танцівниці» Дебюссі використовує обрядовий танець, щоб передати атмосферу стародавнього світу.
- Музику композитора довгий час було прийнято вважати «атематичною».[5]

## Переклади українською
Українська поетеса і перекладачка Тетяна Череп-Пероганич переклала з російської інструментальний твір Клода Дебюссі для голосу «Тіні» (слова М. Улицького) з концертно-камерного репертуару Євгенії Мірошниченко. Цей переклад увійшов до видання «Душа — се конвалія ніжна…», що вийшло друком в 2021.